# Junketsu no Maria
Junketsu no Maria (純潔のマリア, lit. "A Virgem Maria") é uma série de mangá escrita e ilustrada por Masayuki Ishikawa. O anime foi transmitido entre 11 de janeiro e 29 de março de 2015. A editora Kodansha Comics USA licenciou o mangá na América do Norte e lançou o primeiro volume em 24 de fevereiro de 2015.

## Personagens
Maria (マリア, Maria)
Voz de: Hisako Kanemoto
Artemis (アルテミス, Arutemisu)
Voz de: Yōko Hikasa
Priapos (プリアポス, Puriaposu)
Voz de: Mikako Komatsu
Ezekiel (エゼキエル, Ezekieru)
Voz de: Kana Hanazawa
Joseph (ジョセフ, Josefu)
Voz de: Kenshō Ono
Anne (アン, An)
Voz de: Ai Kakuma
Bonne (ボンヌ, Bonne)
Voz de: Yuka Keichō
Martha (マーサ, Māsa)
Voz de: Miyuki Ichijou
Guillaume (ギヨーム, Giyōmu)
Voz de: Bin Shimada
Viv (ビブ, Bibu)
Voz de: Mamiko Noto
Michael (ミカエル, Mikaeru)
Voz de: Kikuko Inoue
Edwina (エドウィナ, Edowina)
Voz de: Yumi Uchiyama

### Personagens do anime
Garfa (ガルファ, Garufa)
Voz de: Yuuki Ono
Lolotte (ロロット, Rorotto)
Voz de: Sachiko Kojima
Yvain (イーヴァン, Īvan)
Voz de: Kenta Miyake
Bernard (ベルナール, Berunāru)
Voz de: Takahiro Sakurai
Gilbert (ジルベール, Jirubēru)
Voz de: Natsuki Hanae
Cernuno
Voz de: Takaya Hashi

## Anime
A série de anime foi transmitida entre 11 de janeiro e 29 de março de 2015. O tema de abertura foi "Philosophy of Dear World"  interpretado por Zaq, e o tema de encerramento foi "Ailes" interpretado por True.

### Episódios
| #    | Título | Exibição original       |
| ---- | --- | ----------------------- |
| I    | "A virgem inviolada" "Virgo Intacta: Kanzen'naru otome (VIRGO INTACTA: 完全なる乙女)"                                               | 11 de janeiro de 2015   |
| II   | "Contra o mundo" "Contra Mundum: Sekai ni taisu (CONTRA MUNDUM: 世界に対す)"                                                        | 18 de janeiro de 2015   |
| III  | "Pela fé, não pelas armas" "Fide, Non Armis: Bukidenaku shinkō de (FIDE, NON ARMIS: 武器でなく信仰で)"                              | 25 de janeiro de 2015   |
| IV   | "Recorda-te que deves morrer" "Memento Mori: Shi o omoe (MEMENTO MORI: 死を思え)"                                                   | 1 de fevereiro de 2015  |
| V    | "Coragem e juízo" "Sapere Aude: Yūki o, funbetsu o (SAPERE AUDE: 勇気を, 分別を)"                                                   | 8 de fevereiro de 2015  |
| VI   | "Sob a rosa" "Sub Rosa: Bara no shita de (SUB ROSA: 薔薇の下で)"                                                                    | 15 de fevereiro de 2015 |
| VII  | "Guerra alimenta-se de guerra" "Bellum Se Ipsum Alet: Sensō wa sensō o kuu (BELLUM SE IPSUM ALET: 戦争は戦争を食う)"                | 22 de fevereiro de 2015 |
| VIII | "O homem é um lobo para um homem" "Lupus Est Homo Homini: Hito wa, hito ni totte ōkami (LUPUS EST HOMO HOMINI: 人は, 人にとって狼)" | 1 de março de 2015      |
| IX   | "Com um grão de sal" "Cum Grano Salis: Hito-tsumami no shio o (CUM GRANO SALIS: 一つまみの塩を)"                                    | 8 de março de 2015      |
| X    | "Ódio e amor" "Odi Et Amo: Ware nikumi, Ware aisu (ODI ET AMO: 我憎み, 我愛す)"                                                     | 15 de março de 2015     |
| XI   | "Se desejas ser amada, ame" "Si Vis Amari, Ama: Ai o Nozomu nara Aise (SI VIS AMARI, AMA: 愛を望むなら愛せ)"                        | 22 de março de 2015     |
| XII  | "O amor conquista qualquer coisa" "Omnia Vincit Amor: Ai wa subete ni katsu (OMNIA VINCIT AMOR: 愛は全てに勝つ)"                    | 29 de março de 2015     |

## Recepção
Em 14 de fevereiro de 2010, o primeiro volume vendeu 81 643 cópias. Em 16 de outubro de 2011, o segundo volume vendeu 94 578 cópias. Em 13 de outubro de 2013, o terceiro volume vendeu 57 516 cópias.